# Soyuz TMA-14
La Soyuz TMA-14 (en ruso: Союз ТМА-14, Unión TMA-14) es un vuelo Soyuz a la Estación Espacial Internacional, que fue lanzado el 26 de marzo de 2009. Transportó dos tripulantes de la Expedición 19 así como el turista espacial Charles Simonyi en su vuelo pagado a la estación espacial. La TMA-14 fue el vuelo número 101 de una nave Soyuz, incluyendo los lanzamientos fallidos, sin embargo fue el número 100 en despegar y aterrizar con pasajeros, ya que la Soyuz 34 fue lanzada sin tripulación para reemplazar a la Soyuz 32, que aterrizó vacía.
La Soyuz TMA-14 seguirá acoplada a la estación espacial durante el resto de la Expedición 19 para utilizarla como vehículo de escape en caso de emergencia. 

## Tripulación

### Tripulantes de laEEIExpedición 19[2]
- Gennady Padalka (3) - Comandante  -  RSA
- Michael Barratt (1) - Ingeniero de Vuelo 1 -  NASA

### Despegue
- Charles Simonyi (2) - Turista espacial -  Hungría /  Estados Unidos[3]

### Aterrizaje
- Aydyn Aimbetov (1) - Ingeniero de Vuelo -  Kazajistán

### Estado del turismo espacial
La Soyuz TMA-14 podría ser el último vuelo de un turista espacial a la Estación Espacial Internacional. Con la retirada del transbordador espacial y la extensión de la tripulación de la estación a seis tripulantes, todas las posiciones de la Soyuz en el futuro inmediato deberían ser ocupadas por las tripulaciones de las Expediciones, al menos hasta que otra nave espacial, probablemente la Orión[cita requerida], pueda dar servicio a la Estación Espacial Internacional.

## Tripulación de reserva
- Maksim Surayev -  RSA
- Shannon Walker -  NASA
- Esther Dyson -  Estados Unidos[5]